# 小林優子
小林 優子（こばやし ゆうこ、1961年2月6日 - ）は、日本の女優、声優。東京都足立区北千住出身。81プロデュース所属。

## 経歴
東京都立江北高等学校卒業。
特撮テレビドラマ作品『仮面ライダー』のファンであり、子供の頃はファンレターを出していたという。子供の頃は夢中で仮面ライダーになりきり、男子をショッカーに仕立て、ライダーキックやライダーパンチをおみまいしていたという。遊園地などで開催されていた『仮面ライダーショー』なども見に行っていた。その後仮面ライダーに入っていたスーツアクターと親しくなり、「演技がしたいなら」とショッカー首領や怪人の声をあてていた先輩たちが所属していたテアトル・エコーに紹介してもらったのが、役者の道に入ったきっかけである。当時は昭和の歴代仮面ライダーを演じていた中屋敷哲也に憧れており、声優・女優業界への道を開いてくれたと言っても過言ではないと評している。
高校卒業後はテアトル・エコー附属養成所に所属し、20歳で研究生となり、29歳までテアトル・エコーに所属。劇団の芝居もやりつつ、声優としても活動していたが、どっちつかずな状態になったことからテアトル・エコーを退団し、29歳のときに81プロデュースに移籍する。
小林本人は『対馬丸 さようなら沖縄』（1982年）を初のアニメ出演作と述べているが、雑誌などでは、1984年の『アタッカーYOU!』の葉月優役が声優デビュー作と記述されることが多い。

## 人物・エピソード
2頭身から大人の女性役まで幅広く演じる。
外画や海外ドラマシリーズの吹き替えなどを多数こなしており、映画『劇場版 どうぶつの森』ではアフレコ指導も担当している。アニメ『ONE PIECE』ではニコ・ロビンの代演をしていた。
松井菜桜子とは『アタッカーYOU!』以来親友であるという。
趣味・特技は器械体操、歌。また猫好きであり、生ゴミの袋の中から出てきた赤子の捨て猫を育てたり、猫を飼育していることを自身のブログに書くことも多かった。
『アタッカーYOU!』の葉月優役は既に別の人が決まっていたが、オーディションでの小林の演技を気に入った監督が「どうしてもこの子を主役にしたい」と推薦したことから優役に決まったという経緯がある。
『天地無用!』の白眉鷲羽役のオーディションでは、高熱を出してしまって声がいつもよりハスキーになった。後に小林はこれが理由で鷲羽役に受かったと思うと語っている。受かったと聞いたときには目が点になり、「嘘でしょ？」と思い、「どんな声で喋ったか覚えてない」と困惑したという。
長年レギュラー出演している『忍たま乱太郎』では、一年は組の忍たまである佐武虎若とくノ一教室の担任である山本シナの二役を担当している。かつ、シナは若い姿の美女（以下「若山本」）と年老いた老女（「老山本」）の両方を担当しており、若山本は特別な役作りなしで演じられたが、老山本は初の老女役で、わざとしゃがれた声を出して咽喉が痛くなるなど役作りには苦労したという。ある時、電車に乗った際に老山本のような丸い優しい感じのおばあさんがいて、「どんな風に喋るんだろう？」と見ていたら声が高かった。このことから「おばあちゃんって低くてしゃがれるわけじゃなくて高めの声でいいじゃん」と思うようになり、結果として声を作るのではなく少し歯抜けの感じの発音にして、おばあちゃんをこしらえたという。
一人っ子である。

## 出演
太字はメインキャラクター。

### テレビアニメ
1983年
- ときめきトゥナイト（かえで）
- 魔法のプリンセス ミンキーモモ（1983年 - 1991年、春の妖精、ブレンダ〈初代〉） - 2シリーズ

1984年
- アタッカーYOU!（葉月優）
- 牧場の少女カトリ（ヘレナ）
- 魔法の天使クリィミーマミ（久美子）

1985年
- プロゴルファー猿（スチュワーデス）

1986年
- 蒼き流星SPTレイズナー（聖女隊）
- あんみつ姫（クレープ）
- がんばれ!キッカーズ（ユキエ）
- 光の伝説（土井由希子）
- マシンロボ クロノスの大逆襲（ルリィ）
- めぞん一刻

1988年
- 魔神英雄伝ワタル（サリー）

1989年
- 機動警察パトレイバー（木山先輩）
- ジャングル大帝（新）（ミュー、シルビア）
- 小さなアヒルの大きな愛の物語 あひるのクワック（ウィニー）
- らんま1/2（1989年 - 1992年、敦子、ランラン、コロン〈若い頃〉、今条マリ子、あさみ、安奈） - 2シリーズ

1990年
- NG騎士ラムネ&40（ナルピー）
- 美味しんぼ（くに子）
- 楽しいムーミン一家（1990年 - 1991年、ミムラ、フィヨンカの子供、ピンカー 他） - 2シリーズ
- まじかるハット（おと姫）
- 三つ目がとおる（ミク）
- 私のあしながおじさん（キャリー）

1991年
- おちゃめなふたご クレア学院物語（ルイス先生）
- おばけのホーリー（1991年 - 1992年、キャンディ）
- ゲッターロボ號（橘翔）
- シティーハンター'91（リカ）
- ドラゴンボールZ（マロン）
- 21エモン（チップル）
- 人魚姫 マリーナの冒険（ウィニィ）
- 笑ゥせぇるすまん

1992年
- お〜い!竜馬（坂本乙女）
- クッキングパパ（種ヶ島恵、近藤、森山純子、井上トシオ）
- クレヨンしんちゃん（1992年 - 2006年、越谷順子、石臼登代、サングラスの女）
- スーパーヅガン（リエ、のり子）
- それいけ!アンパンマン（1992年 - 2018年、タワシくん〈初代〉、クリちゃん〈初代〉、キャラメルママ〈初代〉、チビケロ、ジャスミンさん、チューリップさん〈2代目〉）
- 姫ちゃんのリボン（星野まゆり）
- ファンタジーアドベンチャー 長靴をはいた猫の冒険（リリアン）

1993年
- 機動戦士Vガンダム（ジュンコ・ジェンコ、カレル・マサリク）
- しましまとらのしまじろう（1993年 - 、らむりんのお母さん、にゃっきいのおばあちゃん） - 3シリーズ
- 忍たま乱太郎（1993年 - 2025年、山本シナ、虎若、山田の妻、くノ一 他）
- 美少女戦士セーラームーン シリーズ（1993年 - 1995年、アツゲッショ、沙織） - 2シリーズ
- ポコニャン!（檜ユウ）
- ミラクル☆ガールズ（神崎乃絵）

1994年
- カラオケ戦士マイク次郎（1994年 - 1995年、若王子殿）
- キャプテン翼J（1994年 - 1995年、岬太郎〈少年期〉）
- サッカーフィーバー（アリス、クリス）
- X-MEN（ローグ）
- ツヨシしっかりしなさい（カオル）
- 魔法騎士レイアース（鳳凰寺空）
- モンタナ・ジョーンズ（ベラ）
- ヤマトタケル（オトの母）
- レッドバロン（マリリン博士）

1995年
- 愛天使伝説ウェディングピーチ（さおり）
- あずきちゃん（多胡先生の奥さん）
- 行け!稲中卓球部（鬼頭）
- オズ・キッズ（アンドリア）
- ストリートファイターII V（ハンナ・エバート）
- 天地無用!（1995年 - 2014年、白眉鷲羽） - 4シリーズ
- 爆れつハンター（ルリコ）
- モジャ公（ママ、ムーア）
- ルパン三世 ハリマオの財宝を追え!!

1996年
- きこちゃんすまいる（かおり先生）
- ちびまる子ちゃん（山田のぞみ）
- 魔法少女プリティサミー（鷲羽・フィッツジェラルド・小林）

1997年
- 吸血姫美夕（神魔・蛇華）
- 救命戦士ナノセイバー（天川友希）
- 深海伝説MEREMANOID（サミー）
- ポケットモンスター（1997年 - 2002年、シゲル、サナエ）
- MAZE☆爆熱時空（サリス・レイピア）
- 名探偵コナン（1997年 - 2015年、藤井孝子、吉野千恵、橋垣幸子、庄堂胡桃、高坂樹理）

1998年
- アリスSOS（イジワル女王）
- ドクタースランプ（1998年 - 1999年、ドランパイア）
- トライガン（カレン）
- Night Walker -真夜中の探偵-（月村雪恵）

1999年
- 週刊ストーリーランド（マサルの母、客）
- 手塚治虫 世紀末へのメッセージ（メフィスト）
- デュアル!ぱられルンルン物語（山野茜）

2000年
- くまの子ウーフ（おかあさん、フー、ヒナ鳥、くまの子）
- 幻想魔伝 最遊記（江流、蓮麗）
- ドラえもん（テレビ朝日版第1期）（大人のなっちゃん）
- ニャニがニャンだー ニャンダーかめん（ギンコ、タヌコ、スズコ先生、タマ、チューコ 他）

2001年
- シャーマンキング（不動）
- 超GALS!寿蘭（寿清香）
- 探偵少年カゲマン（ルナ）
- ナジカ電撃作戦（千夏みか）
- はじめの一歩（2001年 - 2013年、山口智子） - 2シリーズ

2002年
- あたしンち（2002年 - 2007年、クリーニング屋店員、母の友人、店員A 他）
- わがまま☆フェアリー ミルモでポン!（ナーシ）

2003年
- 人間交差点（前田真理子）
- 魔法遣いに大切なこと（古崎菜々子）

2004年
- じゃがいぬくん（かめろん）
- ポケットモンスター サイドストーリー（シゲル）
- みらくる! ぱんぞう（ソン）

2005年
- ガラスの仮面（2005年版）（夏江梨子）
- ガン×ソード（エル）
- ブラック・ジャック（和男の母）
- まじかるカナン（妙子先生）
- まじめにふまじめ かいけつゾロリ（コニャン）
- MAJOR 1stシーズン（球太の母）

2006年
- 白い恋人（ユリ）
- スパイダーライダーズ 〜オラクルの勇者たち〜（2006年 - 2007年、エルマ） - 2シリーズ
- ぷるるんっ!しずくちゃん（2006年 - 2008年、レイニー、まめちゃん、おばあさん、巨大子ダコ） - 2シリーズ
- ポケットモンスター アドバンスジェネレーション（シゲル）

2007年
- きらりん☆レボリューション（2007年 - 2008年、財宝院高嶺ノ花、宝塚すみれ）
- ポケットモンスター ダイヤモンド&パール（2007年 - 2009年、シゲル）
- ONE PIECE（2007年 - 2015年、ニコ・ロビン〈代役〉、人魚、キュイーン）

2008年
- もっけ（怜子の母）

2009年
- 極上!!めちゃモテ委員長（浅井秋子）
- ゴルゴ13（RP〈レッドペッパー〉）

2012年
- バクマン。3（白鳥の母）

2013年
- イナズマイレブンGO クロノ・ストーン（マスタードラゴン）

2015年
- デス・パレード（由美）

2016年
- カードファイト!! ヴァンガードG ストライドゲート編（母親）
- 昭和元禄落語心中（女将、下座）
- ドラえもん（テレビ朝日版第2期）（2016年 - 2018年、ユニコーン、雪女）

2017年
- THE REFLECTION（ミシェル・アレン）
- TSUKIPRO THE ANIMATION（施設職員）

2020年
- 空挺ドラゴンズ（ナレーション）

2021年
- ポケットモンスター（2021年 - 2023年、シゲル） - 2シリーズ

2024年
- ぽんのみち（泉の母）

2025年
- どうせ、恋してしまうんだ。（奥野）

### 劇場アニメ
1980年代
- 対馬丸 さようなら沖縄（1982年、陽子）
- 王立宇宙軍 オネアミスの翼（1987年、娼婦）
- 魔女の宅急便（1989年、先輩魔女）

1990年代
- シティーハンター ベイシティウォーズ（1990年、ルナ・ギリアム）
- ちびまる子ちゃん（1990年、山田さん）
- 機動戦士ガンダムF91（1991年、リア・マリーバ）
- 機動戦士ガンダム0083 ジオンの残光（1992年、ラトーラ・チャプラ）
- サイレントメビウス2（1992年、母親）
- 楽しいムーミン一家 ムーミン谷の彗星（1992年、ミムラ）
- パッチンして!おばあちゃん（1992年、山下利絵）
- カッパの三平（1993年）
- 劇場版 天地無用! in LOVE（1996年、鷲羽）
- 劇場版 天地無用! 真夏のイヴ（1997年、鷲羽）
- ポコニャン! 恐竜がうごいたニャン（1997年、檜ユウ）
- MAZE☆爆熱時空 天変脅威の大巨人（1998年、レイピア）
- 劇場版 天地無用! in LOVE2 遙かなる想い（1999年、鷲羽）

2000年代
- よっちゃんの不思議なクレヨン（2004年、よっちゃん）
- ふるさと-JAPAN（2007年、司会）

2010年代
- 劇場版 NARUTO -ナルト- 疾風伝 ザ・ロストタワー（2010年、マサコ）
- 劇場版アニメ 忍たま乱太郎 忍術学園 全員出動!の段（2011年、虎若、山本シナ）
- 映画 妖怪ウォッチ エンマ大王と5つの物語だニャン!（2015年、おばあちゃん〈会長〉）

2020年代
- 劇場版 忍たま乱太郎 ドクタケ忍者隊最強の軍師（2024年、山本シナ、虎若）
- 映画しまじろう しまじろうとゆうきのうた（2025年）

### OVA
1984年
- 魔法の天使クリィミーマミ 永遠のワンスモア（久美子）

1985年
- 魔法の天使クリィミーマミ ロング・グッドバイ（久美子）

1986年
- ドリームハンター麗夢II 聖美神学園の妖夢（黒薔薇会女生徒達）

1988年
- レイナ剣狼伝説（シュリ）

1989年
- 神州魑魅変（赤の魑魅）
- 堕靡泥の星

1990年
- ころがし涼太
- NINETEEN 19（モデルB）
- マッド★ブル34
- ライトニングトラップ レイナ&ライカ（ルーナ）
- Licca ふしぎな不思議なユーニア物語（ママ）

1991年
- うる星やつら 乙女ばしかの恐怖
- うる星やつら 霊魂とデート（舞子）
- おたくのビデオ（福原美鈴）
- 機動戦士ガンダム0083 STARDUST MEMORY（ラトーラ・チャップ）
- 孔雀王（黄泉御前）
- マネーウォーズ 〜狙われたウォーターフロント計画〜（山崎瞳）
- 夢枕獏 とわいらいと劇場 四畳半漂流記（沙織）
- リカちゃん ふしぎな魔法のリング（ママ）

1992年
- 天地無用! 魎皇鬼（第一期）（白眉鷲羽）
- リカちゃんの日曜日（ママ）

1993年
- お江戸はねむれない!（菊之助〈宇佐喜〉）
- 特捜戦車隊ドミニオン（シャロン・イシハラ）
- ぼくの地球を守って（岡村綾子）
- BASTARD!! -暗黒の破壊神-（カイ・ハーン）

1994年
- おたくの星座（リン）
- キャプテン翼 最強の敵!オランダユース（岬太郎）
- 天地無用! 魎皇鬼（第二期）（白眉鷲羽）
- リカちゃんとヤマネコ 星の旅（ママ）

1995年
- ARMITAGE III（ロザリンド・ホルヘス）
- うしろのせきのオチアイくん（先生）
- 魔法少女プリティサミー（鷲羽）
- 女神天国（マハラジャ）

1996年
- MAZE☆爆熱時空（レイピア）

1998年
- きょうしつはおばけがいっぱい（あきらくん）
- ちびねこチョビ（チョビ）
- ぼくはゆうしゃだぞ（ゆうしゃ）

2002年
- 私立荒磯高等学校生徒会執行部（五十嵐徹）
- とっとこハム太郎 ハム太郎のおたんじょうび 〜ママをたずねて三千てちてち〜（ゆきちゃん〈ハム太郎の母〉）

2003年
- 天地無用! 魎皇鬼（第三期）（白眉鷲羽）

2008年
- やなせたかしメルヘン劇場 しろいうま（少年、ナレーション）

2014年
- ハヤテのごとく!（ヒナギクの母）※単行本第43巻OVA付き特別版

2016年
- 天地無用! 魎皇鬼（第四期）（白眉鷲羽）

2021年
- 天地無用! 魎皇鬼（第五期）（白眉鷲羽）

### Webアニメ
- ロマンティック・キラー（2022年、杏子のお母さん）
- 伊藤潤二『マニアック』（2023年、美枝[43]）

### ゲーム
時期不明
- クィーン・オブ・デュエリストシリーズ（松田美由紀）※PC-98版
- 天地無用! 各作品（鷲羽）

1991年
- らんま1/2 とらわれの花嫁（クマガールたち）

1994年
- 風の伝説ザナドゥ（クレーネ、ナレーション）
- 3×3EYES〜三只眼變成〜（エレーネ）
- バステッド（キミニー）

1996年
- 新スーパーロボット大戦（ジュンコ・ジェンコ）

1997年
- GUNDAM 0079 THE WAR FOR EARTH（サラ・ホリン）
- 天外魔境 第四の黙示録（ミセス・フー）

1998年
- 超魔神英雄伝ワタル ANOTHER STEP（唄部千代子）
- プリズムコート（黒崎縁）

1999年
- SDガンダム GGENERATION（1999年 - 2025年、マヤ・コイズミ、カレル・マサリク、ジュンコ・ジェンコ、マイキャラクターボイス女性8〈GENESIS〉） - 12作品
- リモートコントロールダンディ（南優子）

2000年
- スーパーロボット大戦α（ジュンコ・ジェンコ）

2001年
- アリス イン ナイトメア（アリス）
- スーパーロボット大戦α for Dreamcast（ジュンコ・ジェンコ）
- プリズム・ハート（エコー）

2003年
- ANUBIS ZONE OF THE ENDERS（エレナ・ワインバーグ）

2004年
- スーパーロボット大戦MX（エルデ・ミッテ）

2005年
- スーパーロボット大戦MX ポータブル（エルデ・ミッテ）

2007年
- トラスティベル 〜ショパンの夢〜（ドルチェ、ポトツカ、ソルフェージュ）

2010年
- 機動戦士ガンダム エクストリームバーサス（2010年 - 2016年、ジュンコ・ジェンコ） - 4作品

2012年
- イナズマイレブンGO2 クロノ・ストーン ネップウ / ライメイ（マスタードラゴン） - 2作品
- 第二次スーパーロボット大戦OG（エルデ・ミッテ）

2017年
- ガンダムバーサス（ジュンコ・ジェンコ）
- クイズRPG 魔法使いと黒猫のウィズ（マダム・ヴァイオレッタ）
- ワールド オブ ファイナルファンタジー メリメロ（ネヴァン）

2018年
- 機動戦士ガンダム エクストリームバーサス2（2018年 - 2025年、ジュンコ・ジェンコ） - 4作品

2021年
- スーパーロボット大戦30（ジュンコ・ジェンコ）

### ドラマCD
- Vassalord.（ルーシー・オブライアン）
- 風の聖痕（橘霧香）
- 三千世界の鴉を殺し（メリッサ・ラングレー）
- スターオーシャン セカンドストーリー（リーマ、スフィア）
- GファンタジーコミックCDコレクション ファイアーエムブレム暗黒竜と光の剣（マナーリ）
- トルネコの大冒険 不思議のダンジョン（ルル）
- FALCOM SPECIAL BOX '95 CDドラマ 風の伝説ザナドゥII（クレーネ）
- 忍たま乱太郎 シリーズ
  - 忍たま乱太郎 ドラマCD 生物委員会の段（佐武虎若、山本シナ）
  - 忍たま乱太郎 ドラマCD 一年は組の段（佐武虎若、山田先生の妻）
  - 忍たま乱太郎 ドラマCD は組の段〜中巻〜（佐武虎若）
- ぽちゃぽちゃ水泳部（カツ代の母[44]）
- 魔界学園II 激闘編（月の輪麗子、店員）
- 魔界学園III 完結編（月の輪麗子）
- 魔神英雄伝ワタル3 CDシネマ1 救世主復活篇（ワタルの母）
- 魔探偵ロキ ヘイムダルの逆襲（ヘイムダル）
- 女神天国（マハラジャ）

### 吹き替え

#### 担当女優
ジェニファー・ラブ・ヒューイット
- 待ちきれなくて…（アマンダ）
- ラストサマー（ジュリー・ジェームス）※ソフト版
- ラストサマー2（ジュリー・ジェームス）※ソフト版

メアリー・スチュアート・マスターソン
- 笑撃生放送! ラジオ殺人事件（ペニー・ヘンダーソン）
- フライド・グリーン・トマト（イジー）
- 世にも不思議なアメージング・ストーリー（シンシア・シンプソン）

#### 映画
- アイガー北壁（エリーザベト〈ペトラ・モルゼ〉[45]）※BSテレ東版
- アイリスへの手紙（ケリー〈マーサ・プリンプトン〉）
- 愛と哀しみの旅路（ダルシー・カワムラ〈アケミ・ニシノ〉）※ソフト版
- アダムス・ファミリー（ウェンズデー・アダムス〈クリスティーナ・リッチ〉）※日本テレビ版
- アダムス・ファミリー2（ウェンズデー・アダムス〈クリスティーナ・リッチ〉）
- アナベル 死霊人形の誕生（エッシャー・ムリンス〈ミランダ・オットー〉）
- アルマゲドン（モリー〈ショウニー・スミス〉）※フジテレビ版
- アンジェラ（英語版）（母親）
- アンラッキー・ナイト（トリスタン）
- イヴの総て（カレン・リチャーズ〈セレステ・ホルム〉）※DVD版
- イグジステンズ（アレグラ・ゲラー / バーブ・ブレッケン〈ジェニファー・ジェイソン・リー〉）
- インタビュー・ウィズ・ヴァンパイア（バーの女性〈ベリナ・ローガン〉）※フジテレビ版
- ウィズアウト・ユー（エバン）
- 海辺の家（ライアン）
- X-MEN2（ユリコ / レディ・ストライク〈ケリー・ヒュー〉）※劇場公開版
- エア・タービュランスベイ・ウォッチ（エイプリル）
- エクスペンダブルズ ニューブラッド（ルッソ〈ルーシー・ニューマン・ウィリアムズ〉）
- エドtv（シャリ〈ジェナ・エルフマン〉）
- エルモと毛布の大冒険（ジーナ）
- オータム・イン・ニューヨーク（シャーロット・フィールディング〈ウィノナ・ライダー〉[46]）※ソフト版
- オール・ユー・ニード・イズ・キル（BBCニュース女）※劇場公開版
- 俺たちに明日はない（ボニー・パーカー〈フェイ・ダナウェイ〉）※テレビ朝日版のWOWOW追加録音部分
- カリートの道（ステフィー）
- グッド・ウィル・ハンティング/旅立ち（スカイラー〈ミニー・ドライヴァー〉）
- グリーンフィンガーズ（プリムローズ）
- クロコダイルの涙（アン・レヴェルス〈エリナ・レーヴェンソン〉）
- 激流（ローク）※ソフト版
- 告発（ブランチ）
- 13F（ジェイン・フラー〈グレッチェン・モル〉）
- サイキック・ハンド（ロシェル・クラフト）
- サイコ（マリオン・クレイン〈アン・ヘッシュ〉）
- 最終絶叫計画（バフィー〈シャノン・エリザベス〉）
- サウンド・オブ・ミュージック（ソフィア〈マーニ・ニクソン〉）※製作40&50周年記念版
- ザ・スイッチ
- 7月4日に生まれて（ドナ〈キーラ・セジウィック〉）※テレビ朝日版
- ジェシー・ジェームズの暗殺（ドロシー・エバンズ〈ズーイー・デシャネル〉）
- ジャイアント・ベビー（エイミー・サリンスキー〈エイミー・オニール〉）※ソフト版
- ジュマンジ（サラ・ウィットル〈ボニー・ハント〉）※新盤DVD・BD版
- スピーシーズ2（サンパス）
- スリーピー・ホロウ（イカボッド・クレーンの母親〈リサ・マリー〉）※テレビ東京版
- スリーメン&ベビー（サリー）※VHS版
- セイント（エマ〈エリザベス・シュー〉）※テレビ朝日版
- セックス・クラブ
- ダーク・シークレット（レア）
- ダイ・ハード（ルーシー・マクレーン〈テイラー・フライ〉）※ソフト版、（オペレーター）※テレビ朝日版
- ダイ・ハード2（レンタカーガール）※テレビ朝日版
- ダドリーの大冒険（ネル）
- 007 美しき獲物たち（ジェニー〈アリソン・ドゥーディ〉）※TBS版
- チャーリー（ジョーン・バリー〈ナンシー・トラヴィス〉）
- 小さな恋のメロディ（ミセス・ラティマー〈シェイラ・スティーフェル〉）※新盤DVD/BD版
- チャンス!（カミール・スコット〈ビビ・ニューワース〉）※ソフト版
- ツインズ ※テレビ朝日版
- ディープ・ブルー（ジャニス・ビギンズ〈ジャクリーン・マッケンジー〉）※テレビ版
- ティーン・ウルフ（ティナ〈エリザベス・ゴーシー〉）※テレビ朝日版
- デュース・ビガロウ、激安ジゴロ!?（ケイト〈アリヤ・バレイキス〉）
- デスペラード（カロリーナ〈サルマ・ハエック〉）※テレビ朝日版
- DENGEKI 電撃（リンダ〈ジェニファー・アーウィン〉）※日本テレビ版
- 独身SaYoNaRa! バチェラー・パーティ（ボビー）※テレビ版
- ドッグ・ショウ!（メグ）
- トルネード 地球崩壊のサイン（ゾフィー・ベルガー）※テレビ朝日版
- 9デイズ（スワンソン〈ブルック・スミス〉）※フジテレビ版
- ノック・オフ（リン・ホー）※ビデオ版
- ハイ・フィデリティ（チャーリー・ニコルソン〈キャサリン・ゼタ＝ジョーンズ〉）
- パシフィック・ハイツ
- バーチュオシティ（リンダ・バーンズ〈マリー・モロー〉）※フジテレビ版
- バック・トゥ・ザ・フューチャー（ステラ・ベインズ〈フランシス・リー・マッケイン〉）※BSジャパン版
- ハロウィン4 ブギーマン復活（ジェイミー・ロイド〈ダニエル・ハリス〉）※ビデオ版
- ハロウィン5 ブギーマン逆襲（ジェイミー・ロイド・カラザース〈ダニエル・ハリス〉）※ビデオ版
- ビッグ・ダディ（バネッサ）
- ビッグママ・ハウス2（キャリー・フラー〈クロエ・モレッツ〉）
- 15ミニッツ
- フォーリング・ダウン（サンドラ刑事〈レイチェル・ティコティン〉）※テレビ朝日版
- フォレスト・ガンプ/一期一会（カーラ、いじめっ子）※フジテレビ版
- フリーク・ハウス（メラニー）
- ブルー・ストリーク（グリーン〈ニコール・アリ・パーカー〉）
- フル・モンティ（マンディ）
- ペイ・フォワード 可能の王国（アーリーン〈ヘレン・ハント〉）
- ボーグマン（マリーナ〈ハデヴィック・ミニス〉）
- ポルターガイスト3 / 少女の霊に捧ぐ…（ドナ・ガードナー〈ララ・フリン・ボイル〉）※TBS版
- Mr.ダマー2 1/2（ビリー・タイラー〈シャーリーズ・セロン〉）※ビデオ版
- ミステリー・デイト（ジーナ・マシューズ〈テリー・ポロ〉）※テレビ東京版
- ミュリエルの結婚（タニヤ）
- ラストマン・スタンディング（ルーシー）
- ラフ・マジック（マイラ）
- リアリティ・バイツ（リレイナ・ピアース〈ウィノナ・ライダー〉[47]）
- 理想の彼氏（ダフネ）
- リバース（カレン）
- レインメーカー（ケリー・ライカー〈クレア・デインズ〉）
- ローン・ガンメン（オールソップ）
- ロボコップ3（エコ）
- L.A.クロッシング（ベス）
- わたしが美しくなった100の秘密（アンバー〈キルスティン・ダンスト〉）

#### ドラマ
- F.B.EYE!! 相棒犬リーと女性捜査官スーの感動!事件簿（タラ）
- カシミアマフィア（ジュリエット・ドレイパー〈ミランダ・オットー〉）
- 救命医ハンク セレブ診療ファイル（エミリー・ペック〈アナスタシア・グリフィス〉）
- 恐竜家族 ※第15話
- グレイズ・アナトミー 恋の解剖学（アリゾナ・ロビンス〈ジェシカ・キャプショー〉）
- コールドケース4 #23
- The Sinner -隠された理由-（ソニア・バーゼル〈ジェシカ・ヘクト〉[48]）
- サブリナ（バベット・ストーム）※第146話
- シークレット・サークル（アメリア）
- スタートレック:ヴォイジャー（ケス）
- スタートレック:エンタープライズ ※第61話
- 続ハリーズ・ロー 裏通り法律事務所（ハンナの母）
- 跳べ!ロックガールズ 〜メダルへの誓い シーズン4
- PERSON of INTEREST 犯罪予知ユニット（シドニー・ヘイラー）
- 犯罪捜査官 ネイビーファイル（ティエナ）※第7話
- ビクトリアス（ミセス・リー）
- フルハウス（バネッサ、カレン、サラ）※第1話、13話、135話
- ベイウォッチ（シャウニー・マクレイン）※第1期のみ担当
- 名探偵ポワロ ひらいたトランプ
- 愉快なシーバー家（テルマ）
- ロボコップ（ダイアナ・パワーズ）

#### テレビ番組
- セサミストリート（ジーナ）
- WORLD DOWNTOWN（ナタリア）

#### アニメ
- アルティメット・スパイダーマン（モーガン・ル・フェイ）
- アンジェラ・アナコンダ（おばあさん）
- X-MEN（ローグ）
- おてんばソフィー（レアン夫人）
- 怪盗カルメンサンディエゴ（タチアナ）
- ガフールの伝説（バーラン王妃）
- キャスパー（アンバー、ウィニー）
- 劇場版 ムーミン 南の海で楽しいバカンス（ミムラ[49]）
- ゴジラ ザ・シリーズ（エルシー・チャップマン）[8]
- ザ・シンプソンズ（ミンディ・シモンズ）
- シュレック3（白雪姫の女王）
- スター・ウォーズ/クローン・ウォーズ（ウルサ・レン）
- スター・ウォーズ 反乱者たち（ウルサ・レン）
- スティーブン・スピルバーグのトゥーンシルバニア
- ダグ（シーダ、ビービー）
- バットマン
- ひつじのショーン（3匹のいたずらブタ）
- 長くつ下のピッピ（彼女）
- ビーバー・パパのお話（ひな菊）
- ピンクパンサー（ロッタ）
- マドレーヌといっしょに（ミス クラベル）
- ムーミン谷のなかまたち（エンマ）
- LEGO ピクサー:ブリックトゥーンズ（シェフ）
- LITTLE BEAR（おかあさん）
- ムーンガール&デビル・ダイナソー

### 特撮
- もりもりぼっくん（ラビクリンの声）

### 人形劇
- おかあさんといっしょ
  - モノランモノラン（ゴロゴロ太鼓、ポス太郎）
  - ポコポッテイト（モッチョ、アオアシカツオドリの郵便屋さん〈妻〉）
- ゲーム数字でQ（スージーの声）
- こどもにんぎょう劇場「海底二万里」・「続海底二万里」（シューロの母）
- シャキーン!（ナレーション）
- BSスポット（ナレーション）
- ピコピコポン（パッキーの声）
- ひとりでできるもん!（リボン・アポタンズの声）
- ひらけ!ポンキッキ（プーちゃんの声）
- 来月の衛星放送から（ナレーション）
- 劇団飛行船
  - 「アラジンと魔法のランプ」（ファーラ姫）

### 舞台
- いやいやながらデザイナーに
- おはなし玉手箱
- 狩りがお好き?
- 桜前線
- 耳にノミ〜疑いのとりこ
- ローマで起こった奇妙なできごと
- 劇団飛行船によるマスクミュージカル
  - 赤ずきん（赤ずきんの声）
  - アラジンと魔法のランプ（ファーラ姫の声）
  - アルプスの少女ハイジ（クララの声）
  - オズの魔法使い（グリンダの声）
  - シンデレラ（シンデレラの声）
  - 7ひきのこやぎと狼（イーちゃんの声）
  - ヘンゼルとグレーテル（グレーテルの声）
  - みにくいあひるのこ（ぺーぺーの声）

### テレビ番組
- あさイチ（ナレーション）
- えいごであそぼ ハローキティの不思議な旅（キティ）
- 天才てれびくん（ナレーション）[50]

### その他コンテンツ
- たのしいのりもの（カーくん）

### シリーズ一覧
1. ↑  第1作（1983年）、第2作『夢を抱きしめて』（1991年）
2. ↑  第1期（1989年）、第2期『熱闘編』（1989年 - 1992年）
3. ↑  第1期（1990年）、第2期『冒険日記』（1991年 - 1992年）
4. ↑  第2シリーズ『R』（1993年）、第4シリーズ『SuperS』（1995年）
5. ↑  第1作（1995年）、第2作『新・天地無用!』（1997年）、外伝『天地無用! GXP』（2002年）、短編アニメ『愛・天地無用!』（2014年）
6. ↑  第1期（2001年）、第3期『Rising』（2013年）
7. ↑  第1・2クール『〜オラクルの勇者たち〜』（2006年）、第3・4クール『〜よみがえる太陽〜』（2007年）
8. ↑  第1期（2006年 - 2007年）、第2期『あはっ☆』（2007年 - 2008年）
9. ↑  『ポケットモンスター』（2019年 - 2022年）、『めざせポケモンマスター』（2023年）
10. ↑  『ZERO』（1999年）、『F』（2000年）、『F.I.F』（2001年）、『PORTABLE』（2006年）、『SPIRITS』（2007年）、『WARS』（2009年）、『WORLD』『3D』（2011年）、『OVER WORLD』（2012年）、『GENESIS』（2016年）、『CROSSRAYS』（2019年）、『ETERNAL』（2025年）
11. ↑  『エクストリームバーサス』（2010年）、『フルブースト』（2012年）、『マキシブースト』（2014年）、『マキシブースト ON』（2016年）
12. ↑  『エクストリームバーサス2』（2018年）、『クロスブースト』（2021年）、『オーバーブースト』（2023年）、『インフィニットブースト』（2025年）